# Fogos Caramuru
A Fogos Caramuru é uma fabricante de fogos de artifício brasileira fundada em Jacareí, no interior de São Paulo, e com fábrica na cidade de Santo Antônio do Monte, no estado de Minas Gerais. É uma das indústrias de fogos de artifício mais antigas do Brasil com mais de cem anos de atividade.

## Histórico

### Origens do nome
A empresa foi fundada em 1915, em Jacareí, na região do Vale do Paraíba, por Antonio Chieffi, imigrante italiano da região de Palermo.
O nome da empresa é uma homenagem a Diogo Álvares Correia, um explorador português que era conhecido como Caramuru, nome em tupi que poderia significar "homem trovão" ou "pau que cospe fogo", visto que na história do náufrago ele supostamente teria disparado para o alto com a sua garrucha para afastar os índios que o cercavam.
Apesar de ter sido um náufrago português e o nome "caramuru" ser originário do tupi-guarani, o logotipo da fabricante é o desenho de um índio em estilo norte-americano.

#### Auge e exportações
Durante algumas décadas foi uma das mais importantes e maiores empresas no ramo de pirotecnia no mundo, sendo a empresa responsável pelo show de fogos na inauguração da Disneylândia, nos Estados Unidos, em 1955. Também foi a responsável pelo primeiro show de fogos no reveíllon da praia de Copacabana, da inauguração da cidade de Brasília em 1960, e da inauguração da Basílica de Nossa Senhora Aparecida em 1980.

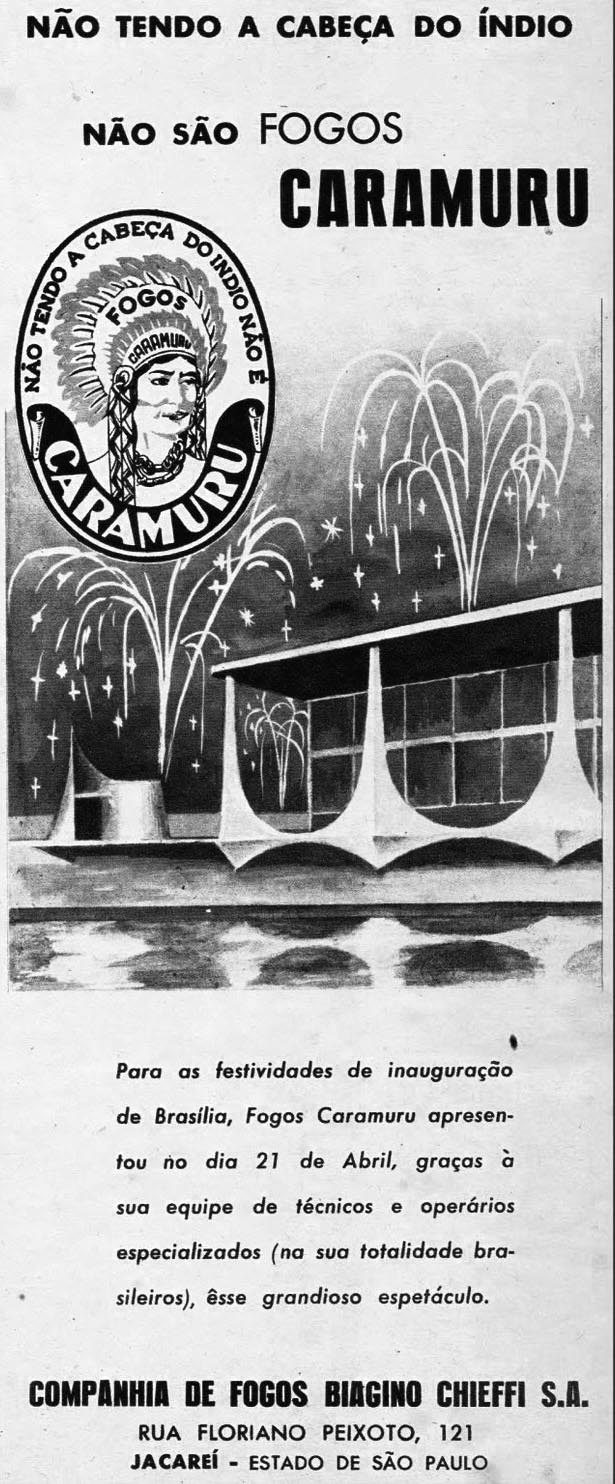
Anuncio comemorativo da inauguração da cidade de Brasília, publicado na revista Manchete em 1960

Nas décadas de 60 e 70, seu dono Biagino Chieffi diversificou e fundou junto com o designer projetista Miguel Raspa, a FAM - Fábrica de Armas Modernas, para produção de uma linha de armas de fogo com a marca Caramuru. Também abriu a fábrica Índios Pirotecnia que produz material pirotécnico para sinalização marítima e usos militares.
Nos tempos áureos, chegou a exportar fogos de artifício para toda a America Latina, Estados Unidos, Canadá e alguns países da Europa. Possuia fábricas no Brasil em Santa Branca, Santo Antônio do Monte e Jacareí, e no exterior em países como Argentina, Colômbia e Paraguai, além de escritórios em São Paulo e uma grande quantidade de lojas revendendo seus produtos sob o nome "Bazar Caramuru".
Também era conhecida por seus slogans que se tornaram famosos como "Os únicos que não dão chabu" e "Se não tem a cabeça do índio, não é Caramuru". 
Em 1984, quando Biagino Chieffi faleceu, a empresa foi vendida para o empresário Valter Jeremias.

#### Recentemente
Em 1986, a empresa exportava cerca de 1 milhão de dólares em fogos de artifício por ano para outros países.
No ano de 1995, produziu cerca de 750 toneladas de fogos de artifício.
Ainda durante a década de 1990, com a queda das exportações brasileiras, muitas empresas do ramo passaram a perder espaço no mercado externo para produtos pirotécnicos fabricados na China, principalmente em países desenvolvidos. 
Em meados dos anos 2000, a Caramuru passou a fabricar e comercializar produtos exclusivamente para o mercado brasileiro.

## Na cultura popular
- A Fogos Caramuru foi citada em uma campanha publicitária da cerveja Antártica Original, no ano de 2010, na peça publicitária, a cerveja é comparada a diversos produtos tão tradicionais quanto ela e que são utilizados pelo povo brasileiro, como o sabonete Phebo, o requeijão Catupiry, a esponja de aço Bom Bril, os palitos Gina e os Fogos Caramuru.[12]

- Alguns catálogos e fogos de artifício antigos da Caramuru que eram vendidos no exterior, principalmente entre as décadas de 1990 e 2000, ainda podem ser encontrados a venda em sites como o eBay ou de colecionadores e entusiastas da pirotecnia nos Estados Unidos.[13][14]
- Em dezembro de 1989, pouco tempo após o incidente com sinalizador do Maracanã envolvendo o goleiro chileno Rojas e a torcedora Rosenery Mello, a Fogos Caramuru participou como patrocinadora de uma possível contratação do goleiro pelo São Bento Futebol Clube de Sorocaba.[15] Rosenery recepcionaria o goleiro na sua apresentação ao time,[16] entretanto, as negociações não avançaram.